# League of Legends
League of Legends (abrégé LoL) est un jeu vidéo sorti en 2009 de type arène de bataille en ligne, free-to-play, développé et édité par Riot Games sur Windows et Mac OS.
Le mode principal du jeu voit s'affronter deux équipes de 5 joueurs en temps réel dans des parties d'une durée d'environ une demi-heure, chaque équipe occupant et défendant sa propre base sur la carte. Chacun des dix joueurs contrôle un personnage à part entière parmi les 171 qui sont proposés. Ces personnages, connus sous le nom de « champions » dans le jeu, disposent de compétences uniques et d'un style de jeu qui leur est propre. Ils gagnent en puissance au fil de la partie en amassant des points d'expérience ainsi qu'en achetant des objets, dans le but de battre l'équipe adverse. L'objectif d'une partie est de détruire le « Nexus » ennemi, une large structure située au centre de chaque base. D'autres modes de jeu, généralement moins compétitifs et se basant quasiment toujours sur le mode principal, sont également présents — à l'exception de Teamfight Tactics, un auto battler sorti en 2019 sans grand rapport avec le mode principal et qui dispose de sa propre communauté.
Initialement inspiré de Defense of the Ancients, un ancien mod de Warcraft III, le jeu est publié le 27 octobre 2009 et adopte dès sa sortie un modèle économique « freemium ». Il est souvent considéré comme le jeu vidéo ayant la plus large scène compétitive au monde, ses compétitions étant internationales et réunissant d'importantes audiences. Le Championnat du monde de League of Legends 2019 (en), par exemple, réunissait plus de 44 millions de spectateurs simultanés lors de ses pics de popularité, en novembre 2019.
League of Legends a reçu des retours généralement positifs de la critique, gagnant des prix pour son accessibilité, le design de ses personnages et sa compétitivité. En juillet 2012, il était le premier jeu vidéo sur ordinateur en nombre d'heures jouées en Europe et aux États-Unis. Son importante popularité a conduit à la création de produits dérivés tels que des clips musicaux, des bandes dessinées, des nouvelles, des figurines, et d'une série d'animation nommée Arcane.
Le succès du jeu a également donné naissance à plusieurs autres jeux vidéo situés dans le même univers, tels que Legends of Runeterra, un jeu de cartes à collectionner, Ruined King: A League of Legends Story, un jeu de rôle au tour par tour, et League of Legends: Wild Rift, une adaptation sur mobile de LoL.

## Système de jeu

### Généralités
Dans League of Legends, le joueur contrôle un champion unique depuis une perspective isométrique (en), c'est-à-dire depuis une vue de haut. Ce champion dispose d'une attaque de base et de 5 compétences, qui peuvent avoir des effets très divers et sont uniques à chaque champion. Avant la partie, le joueur choisit — en plus de son champion — deux sorts d'invocateur, comparables à des compétences particulièrement puissantes, ainsi que des runes, un système particulier d'effets et de capacités spéciales. Les sorts d'invocateur et les runes ne sont pas dépendants du champion utilisé. Enfin, chaque partie de League of Legends est distincte et les ressources accumulées lors d'un match ne sont pas récupérées lors des parties suivantes.

### Champions
Il y a plus de 160 champions dans League of Legends ; ceux-ci sont répartis en six classes : les tanks, les combattants, les assassins, les mages, les tireurs et les supports.

### Modes de jeu

#### Faille de l'invocateur

Une représentation simplifiée de la Faille de l'invocateur. Les lignes jaunes représentent les voies, sur lesquelles les sbires se déplacent, et les points bleus et rouges représentent les différentes tourelles défensives. Les fontaines, où les joueurs apparaissent au début de la partie, sont représentées par les larges zones à l'intérieur des deux bases, et se situent juste derrière le Nexus. La ligne noire et pointillée qui coupe la carte en deux représente la rivière.

La Faille de l'invocateur est le mode de jeu principal de League of Legends, et le seul, si l'on exclut Teamfight Tactics, à disposer d'une scène compétitive professionnelle. Il propose également un système de classement pour tous les joueurs, basé sur un algorithme évaluant leur niveau et leur assignant un palier. Les joueurs peuvent, à partir de là, évoluer dans ce classement en fonction de leurs victoires ou de leurs défaites ; parmi les dix paliers existants, le plus bas est le palier Fer et le plus élevé est le palier Challenger.
Dans ce mode de jeu, deux équipes de cinq joueurs s'affrontent sur une carte symétrique, en forme de carré, afin de détruire le Nexus adverse — gardé par les champions ennemis, et des structures défensives nommées « tourelles ». Trois tourelles par équipe sont présentes sur chacune des trois « voies » de la carte : la « voie du haut », qui relie les deux Nexus en passant par le coin supérieur-gauche, la « voie du milieu », qui relie directement les deux Nexus, et la « voie du bas », qui relie les deux Nexus en passant par le coin inférieur-droit. Deux tourelles protègent également le Nexus de manière directe, en étant situées devant lui. Celui-ci est positionné au cœur de sa base, juste devant la « fontaine » — l'endroit où les joueurs apparaissent au début de la partie, ou réapparaissent lorsqu'ils sont tués. L'un des Nexus est situé dans le coin inférieur-gauche de la carte, l'autre dans le coin supérieur-droit. Des « sbires », c'est-à-dire des petites unités qui ne sont pas contrôlées par les joueurs, sont générés à intervalles réguliers sous forme de vagues par le Nexus de chaque équipe. De plus, trois « inhibiteurs » sont également présents dans chaque base, et, s'ils sont détruits par l'équipe adverse, renforcent les sbires de l'équipe les ayant détruits. Les sbires avancent vers la base qui leur est opposée en progressant sur les trois voies présentes sur la carte.
Dans la « jungle », c'est-à-dire dans les régions situées entre les différentes voies, des « monstres » neutres sont présents, et, comme les sbires, réapparaissent à intervalles réguliers. Une rivière s'étendant du coin supérieur-gauche de la carte jusqu'à son coin inférieur-droit est également présente, et des monstres puissants résident à proximité de cette dernière. Ces monstres demandent généralement la coordination de plusieurs joueurs pour pouvoir être tués, et confèrent des compétences spéciales à l'équipe ou au joueur les ayant abattus. Par exemple, une équipe qui tue le « Baron Nashor », un des monstres neutres les plus puissants, verra, entre autres, la puissance de ses sbires augmenter considérablement pour un temps donné. Ce bonus constitue un précieux avantage, et permet parfois de remporter la partie très rapidement.
Dans l'immense majorité des parties, sur les cinq champions présents dans chaque équipe, un joueur commence le match en se rendant sur la voie du haut, un commence en se rendant sur la voie du milieu et deux commencent sur la voie du bas. Le but de ces quatre joueurs est d'accumuler de l'or et de l'expérience, afin de gagner progressivement en puissance ; pour ce faire, la plupart d'entre eux tuent principalement les sbires de l'équipe adverse lorsqu'ils rencontrent les sbires de leur propre équipe, au milieu de la voie sur laquelle ils sont, à l'aide de leurs attaques de base ou de leurs compétences — tout en essayant d'empêcher leur opposant de faire de même et d'accumuler, eux aussi, des ressources. Le cinquième joueur, quant à lui, commence sa partie dans la jungle et a pour objectif de tuer les monstres neutres qui l'occupent, ce qui lui permet également d'amasser de l'or et de l'expérience, tout en aidant ses coéquipiers — en arrivant furtivement sur leurs voies respectives, lorsqu'il est suffisamment puissant pour le faire. La position de chaque champion sur la carte n'est cependant jamais fixe, et plus la partie avance, plus il est fréquent que les joueurs quittent la voie sur laquelle ils étaient initialement, pour combattre en équipe par exemple.
Avec les ressources qu'ils accumulent, les champions gagnent en puissance : plus ils amassent de points d'expérience, plus leur niveau augmente, ce qui renforce leurs statistiques et leur permet de débloquer ou d'améliorer les compétences de leur choix. En outre, l'or dont ils disposent, obtenu principalement en tuant des unités neutres ou ennemies, leur permet d'acheter différents objets. Ces objets améliorent également leurs statistiques, ce qui leur confère parfois un drastique avantage, lorsqu'ils possèdent plus d'objets que leurs adversaires par exemple.
Ne s'achevant que lorsqu'une équipe détruit le Nexus de l'équipe adverse, une partie de ce mode de jeu peut parfois atteindre une durée d'une heure comme ne durer qu'une quinzaine de minutes, en fonction de la différence de puissance accumulée entre les deux équipes.

#### Autres modes de jeu

##### Modes de jeu permanents
En plus de la Faille de l'invocateur, plusieurs modes de jeu alternatifs existent. Deux d'entre eux sont présents de manière permanente : le premier, l'ARAM, est un mode de jeu également en cinq contre cinq mais dans lequel les joueurs ne choisissent pas leur champion et qui se joue sur une carte composée d'une seule et unique voie. Les parties y sont globalement plus courtes que celles jouées sur la Faille de l'invocateur, et le mode de jeu, ne disposant d'aucune scène compétitive, est avant tout présent pour son aspect ludique,. Cependant, en raison de la faible taille de la carte qui force continuellement les combats d'équipe, les parties de ce mode de jeu enseignent la capacité à éviter les compétences ennemies, et enseignent également la capacité à jouer des personnages très variés — les champions étant aléatoirement attribués aux joueurs. Le deuxième mode de jeu permanent est un auto battler, Teamfight Tactics, dans lequel le joueur recrute, améliore et déploie des champions qui affrontent, automatiquement et sur une arène, les champions des autres joueurs. Il se joue à huit, en chacun pour soi, et à chaque fois qu'un combat est perdu par l'équipe formée par un joueur, celui-ci perd des points de vie, jusqu'à finir par mourir et être éliminé ; le gagnant est celui qui meurt en dernier. Toutefois, bien qu'il reste un mode de jeu de League of Legends, Teamfight Tactics existe également sous la forme d'une version mobile indépendante, et son concept étant radicalement différent de celui de la Faille de l'invocateur, il dispose de sa propre communauté de joueurs, de son propre système de classement et de sa propre scène compétitive.

##### Modes de jeu supprimés
Certains modes de jeu de League of Legends ont fini par être supprimés définitivement. Le Centre d'Entraînement était un mode de jeu à une seule voie, uniquement disponible dans les parties personnalisées. Ajouté en juin 2012, il a été remplacé par la carte de l'ARAM, quasiment identique d'un point de vue stratégique, en avril 2013. Deux autres modes de jeu sont restés plus longuement dans LoL avant d'être retirés : le premier, Dominion, était un mode en cinq contre cinq présenté comme une alternative à la Faille de l'invocateur, qui disposait de sa propre carte et de son propre système de classement ; les parties y étaient plus courtes et le système de jeu était assez différent de celui des autres modes, puisque le Nexus ne pouvait pas être directement ciblé — les joueurs devaient par conséquent capturer plus de points sur la carte que leurs ennemis pour pouvoir baisser ses points de vie, et, ainsi, gagner progressivement la partie. Paru en septembre 2011, le mode a été supprimé en février 2016 à cause de sa faible popularité. Le second mode principal à avoir été retiré, la Forêt torturée, était un mode en trois contre trois qui disposait également de sa propre carte — constituée de deux voies et d'une jungle ainsi que d'un système d'autels à capturer —, de son propre système de classement, et qui proposait des parties plus courtes. Ajouté en 2009, il s'agissait du premier mode alternatif de LoL, mais il a finalement été retiré du jeu en novembre 2019, en raison de sa base de joueurs insuffisante.

##### Modes de jeu temporaires
Outre les modes de jeu permanents, des modes temporaires sont également disponibles — généralement lors d'événements majeurs dans le jeu. Un important nombre de modes de jeu temporaires a vu le jour à travers le temps, mais on peut citer, parmi les plus notables : l'Ultra Rapid Fire, un mode de jeu sorti pour la première fois en 2014 et régulièrement disponible de manière temporaire depuis lors, qui se joue sur la carte de la Faille de l'invocateur, où les joueurs attaquent et se déplacent plus vite, où les compétences n'ont pas de coût et dont le délai de récupération — c'est-à-dire le délai à attendre avant de pouvoir lancer à nouveau une compétence — est considérablement réduit ; le Un Pour Tous, un mode de jeu créé en 2013, qui se joue également sur la carte de la Faille de l'invocateur et qui est très similaire au mode de jeu principal, à l'exception que chaque joueur vote pour un champion avant le début de la partie, et le champion ayant reçu le plus de votes dans chaque équipe sera joué par les 5 joueurs de l'équipe en question durant la partie ; ou encore le Raid du Nexus, un mode de jeu expérimenté plusieurs fois depuis 2018, disposant d'une carte propre à lui, se jouant en cinq contre cinq avec généralement trois joueurs sur les voies et deux joueurs dans la jungle — la particularité de ce mode de jeu consistant en la présence d'une multitude d'objectifs aléatoires apparaissant tout au long de la partie, conférant des bonus à l'équipe les terminant en premier, et le système du mode est conçu pour que les parties ne puissent pas largement dépasser les 18 minutes de jeu.

### Progression
Les parties de League of Legends étant distinctes entre elles, les ressources accumulées lors d'un match ne sont pas récupérées après la fin de celui-ci. Cependant, terminer des parties rapporte des points d'expérience au joueur, qui lui permettent de gagner en niveau et de débloquer principalement d'autres champions, qui pourront alors être incarnés dans de futures parties. D'autres systèmes annexes au système de niveau permettent également de débloquer du contenu qui n'influe pas sur l'issue des parties, tels que des « skins », c'est-à-dire des éléments qui modifient l'apparence et les animations des champions en jeu, sans changer leur puissance ou leurs statistiques pour autant,. En outre, l'évolution du joueur dans les différents systèmes de classement lui attribue un rang visible publiquement. Par conséquent, bien que chaque partie de League of Legends soit dissociée des autres, un système de progression global pour les joueurs est présent,.

## Développement
L'idée de créer un successeur à Defense of the Ancients mais qui serait un jeu à part entière avec son propre moteur, plutôt qu'un autre mod de Warcraft III, a commencé à prendre forme fin 2005. League of Legends est né « quand deux membres très actifs de la communauté DotA ont jugé que le jeu était si amusant et si innovant qu'il contenait les germes d'un nouveau genre et méritait d'être traité professionnellement comme un vrai jeu commercial, avec des fonctions beaucoup plus avancées et des services plus nombreux. »
Riot Games est fondée par Brandon Beck et Marc Merrill. La société a ouvert ses bureaux en septembre 2006[source secondaire souhaitée].
D'après Marc Merrill, lors de la création des différents champions du jeu, plutôt que de les laisser entre les mains d'une petite équipe, il a été décidé de laisser choisir tous les salariés de l'entreprise en votant pour les champions qui seraient finalement intégrés dans le jeu[réf. nécessaire].

## Distribution
Riot Games a signé des accords de distribution en Asie, en Europe, et en Amérique du Nord ce qui lui assure des serveurs en Europe de l'est & Europe du nord, Europe de l'ouest, Amérique latine nord, Amérique latine sud, Amérique du Nord, Brésil, Japon, Océanie, Russie, Turquie et Moyen-Orient,.
En Asie, Tencent Inc., la plus importante société de services Internet à valeur ajoutée de Chine, plus connue pour son client de messagerie instantanée QQ, est responsable de la distribution du jeu auprès de sa base de plus de 300 millions d'utilisateurs en pleine croissance et via son portail QQ Game. Cet accord est l'un des rares partenariats visant à promouvoir des jeux en ligne développés aux États-Unis directement en Chine.
Pour la distribution du jeu en Europe, Riot Games avait signé un partenariat de licence international avec GOA, le département jeu vidéo d'Orange, et le plus important portail de jeux vidéo en Europe. Depuis mai 2010, GOA a rétrocédé les droits d'exploitations et de distribution à Riot Games à la suite de la décision d'Orange d'arrêter son activité d'éditeur et de distributeur de jeux (sous la marque GOA).
En Amérique du Nord, Riot Games assure l'édition ainsi que le fonctionnement du jeu et de tous les services associés.
Le 14 juillet 2009, Riot Games a annoncé que l'accès à League of Legends serait gratuit, sans « faux frais ». Bien que le jeu soit gratuit, Riot Games « prévoit de continuer à ajouter du contenu (personnages, etc.) à intervalles réguliers et de conserver une équipe de développement complète »[réf. souhaitée]. Le jeu étant gratuit, Riot Games espère tirer ses profits du nombre de joueurs plutôt que de la publicité.
Les États-Unis bloquent League of Legends en Syrie et en Iran en 2019 à la suite de la montée des tensions avec ces pays (un drone militaire américain survolant la frontière iranienne avait été abattu).

## Sport électronique et scène compétitive

### Format global de compétition

#### Architecture mondiale
Les compétitions de LoL sont constituées d'équipes de 5 joueurs, assistés par des coachs, des assistants et plusieurs analystes. Au championnat du monde, les équipes ne peuvent avoir qu'un seul remplaçant, mais dans les championnats, un nombre plus ou moins libre de remplaçants est toléré. Il existe une multitude de championnats nationaux ou continentaux à travers le monde mais seules 5 ligues sont qualificatives pour le championnat du monde annuel. Ce sont les 5 ligues majeures du monde compétitif de League of Legends.
Dans ces ligues, le calendrier est divisé en trois compétitions saisonnières : le split 1 en hiver (ou winter split), le split 2 au printemps (ou spring split) et le split 3 en été (ou summer split). Chaque championnat possède son propre format et ses propres dénominations pour chaque compétition saisonnière. La compétition hivernale qualifie son champion au First Stand, la compétition printanière qualifie les deux meilleures équipes au Mid-Season Invitational et la compétition estival qualifie trois, voire quatre équipes selon les performances des régions au MSI. Toutes les compétitions sont franchisées, mais certaines ligues sont semi-fermées, ce qui peut entraîner des promotions pour les équipes de deuxième division et des relégations pour les équipes non-franchisées.
En dehors de ces cinq ligues, il existe une multitude de ligues et de circuits régionaux, nationaux ou continentaux. La quasi-totalité de ces compétitions sont situées dans les zones des ligues majeures, avec plusieurs échelons et des fois connectées aux ligues majeures.

#### Ligues internationales
| Ligues Majeures | Ligues Majeures                                                                                                | Ligues Majeures                                                                                                 | Ligues Majeures | Ligues Majeures                                                                                                 | Ligues Majeures                                                                   | Ligues Majeures                                                             |
| League of Legends Champions Korea (LCK)                                                                                 | League of Legends Pro League (LPL)                                                                             | League of Legends Pro League (LPL)                                                                              | League of Legends Championship Pacific (LCP) | League of Legends EMEA Championship (LEC)                                                                       | League of Legends Championship of The Americas (LTA)                              | League of Legends Championship of The Americas (LTA)                        |
| League of Legends Champions Korea (LCK)                                                                                 | League of Legends Pro League (LPL)                                                                             | League of Legends Pro League (LPL)                                                                              | League of Legends Championship Pacific (LCP) | League of Legends EMEA Championship (LEC)                                                                       | Conférence Nord                                                                   | Conférence Sud                                                              |
| --- | --- | --- | --- | --- | --------------------------------------------------------------------------------- | --------------------------------------------------------------------------- |
| BNK FearX DN Freecs Dplus KIA DRX Gen.G Esports Hanwha Life Esports KT Rolster Nongshim RedForce OKSavingsBank BRION T1 | Anyone's Legend Bilibili Gaming Edward Gaming FunPlus Phoenix Invictus Gaming JD Gaming LGD Gaming LNG Esports | Ninjas in Pyjamas Oh My God Royal Never Give Up Team WE ThunderTalk Gaming TOP Esports Ultra Prime Weibo Gaming | Chiefs Esports Club CTBC Flying Oyster DetonatioN FocusMe Fukuoka SoftBank HAWKS Gaming GAM Esports MGN Vikings Esports PSG Talon Secret Whales | Fnatic G2 Esports GIANTX Karmine Corp Movistar KOI Natus Vincere SK Gaming Team BDS Team Heretics Team Vitality | 100 Thieves Cloud9 Dignitas Disguised FlyQuest LYON Shopify Rebellion Team Liquid | Fluxo W7M FURIA Isurus Leviatán LOUD PaiN Gaming RED Canids Vivo Keyd Stars |

Les équipes en italique désignent les équipes qui ne sont pas franchisées ou partenaires de la ligue, qui sont susceptibles d'être reléguées en fin de saison.

#### Championnat du monde (Worlds)
L’événement principal d'une saison de League of Legends est le championnat du monde, plus communément appelé Worlds. Il s'agit d'un tournoi annuel. Elle est divisée en trois phases, la phase préliminaire, la phase de groupe et la phase finale.
- La phase préliminaire (ou Play-in) consiste en un seul match au meilleur des 5 manches entre les 4ème équipes des 2 ligues qui ont obtenu une place supplémentaire au MSI.
- La phase à système suisse (ou Swiss stage) est composée des quinze équipes qualifiées directement et de l'équipe vainqueur du play-in. Réparties dans un système suisse, les équipes qui obtiennent 3 victoires sont qualifiées pour la phase finale, celles avec 3 défaites sont éliminées. Les rencontres qualificatives ou éliminatoires sont disputées au meilleur des trois matchs, les autres en un seul match.
- La phase finale (ou Knockout Stage) réunit les huit équipes restantes dans un arbre de tournoi à élimination directe. Les quarts-de-finale, les demi-finales ainsi que la finale sont disputées au meilleur des cinq matchs.

#### Mid-Season Invitational (MSI)
Le Mid-Season Invitational (abrégé MSI) est un événement qui réunit les champions et les meilleures équipes du deuxième split pour un tournoi de mi-saison. C'est le second événement le plus important derrière le championnat du monde. Si le format a changé à de multiples reprises depuis sa création en 2015, le format de la compétition est le suivant en 2025 :
- La phase préliminaire (ou Play-in) est composée de quatre équipes qui s'affrontent dans un arbre de tournoi à double élimination Les deux meilleures équipes des deux arbres sont qualifiées pour la phase de bracket.
- La phase de bracket (ou Knockout Stage) est composée de six équipes qualifiées directement et des deux équipes issues du play-in qui s'affrontent dans un arbre de tournoi à double élimination.

Toutes les rencontres, y compris du play-in, se jouent au meilleur des 5 matchs. La compétition offre à l'équipe vainqueur une qualification directe pour les championnats du monde de la même année, à condition que l'équipe se qualifie pour les playoffs de sa ligue au Split 3. S'il n'y parvient pas, sa place sera redistribuée à la 4ème meilleure équipe de la ligue. Une seconde place supplémentaire aux Worlds est donnée à la ligue de l'équipe la mieux classée au MSI sans remporter l'événement.

#### First Stand Tournament (FST)
En 2025, un troisième tournoi international, le First Stand Tournament (abrégé FST) fait son apparition. Prévu en début d'année, ce sera le premier tournoi international du calendrier, réservé aux champions du premier split de chaque ligue majeure, avec un total fixé à 5 équipes. La particularité de ce tournoi est qu'il est joué en fearless draft, un mode de jeu compétitif utilisé dans certaines ligues académiques depuis quelques années, qui consiste à ne plus pouvoir utiliser un champion qui a déjà été utilisé dans une partie précédente, forçant les joueurs à jouer plusieurs champions différents au cours d'une même rencontre. Dans une rencontre en 5 manches, jusqu'à un total de 50 champions peuvent être bannis (10 champions sont bannis par manche supplémentaire, en plus des 10 bannissements utilisables par les équipes durant le cinquième match). L'équipe vainqueur offre à sa ligue une seconde place qualificative pour la phase finale du MSI, esquivant les play-ins.

#### League of Legends European Championship (LEC)
Le championnat européen est le League of Legends European Championship (abrégé LEC). Depuis 2019, le championnat a un format rappelant davantage celui de l'Euroligue de basketball qu'à la Ligue des Champions de football de par le caractère franchisé des équipes. Étant donné que la LEC est un championnat composé de franchises, il n'y a pas de système de relégation ou de promotion. Le championnat est entièrement localisé à Berlin dans les studios du LEC. Seules la demi-finale et la finale sont jouées ailleurs, dans une grande salle Européenne réquisitionnée pour l'événement. Toutes les équipes ont un siège et des gaming-houses à Berlin, plutôt que d'enchaîner des allers-retours entre leur pays d'origine et l'Allemagne chaque semaine (comme Gambit Gaming de 2013 à 2015.)

#### Amazon EMEA Masters (EUM)
En dessous de la LEC se trouve les EMEA Masters. Il rassemble les meilleures équipes des championnats nationaux européens à la fin de chaque segment. Comme les championnats, les European Masters se déroulent deux fois par an et désignent deux champions, un au Spring Split et un au Summer Split. Les équipes qualifiées proviennent des championnats suivants :
- Ligue française de League of Legends (LFL)
- Prime League (PRM)
- LVP SuperLiga (SL)
- Türkiye Championship League (TCL)
- Rift Legends (RL)
- Northern League of Legends Championship (NLC)
- Esports Balkan League (EBL)
- League of Legends Italian Tournament (LIT)
- Elite Series (ES)
- Greek Legends League (GLL)
- Hitpoint Masters (HM)
- Liga Portuguesa de League of Legends (LPLOL)
- Arabian League (AL)

La League of Legends Continental League, le championnat russe, pourrait également être inclus dans l'éco-système des EMEA Masters dans le futur, mais Riot Games continue de suspendre le championnat jusqu'à nouvel ordre à cause de l'invasion de l'Ukraine par la Russie.
L'événement n'est pas qualificatif pour les Worlds, le MSI ou le FST.

#### En France
En France, depuis 2020, il y a 3 niveaux de compétitions :
- La Ligue Française de LoL (LFL), créée en 2019, rassemblant 10 équipes. Les trois premières se qualifient pour les Amazon EMEA Masters. À la fin du Summer Split, la lanterne rouge dispute un tournoi de qualification avec les deux premiers de la LFL Division 2 pour savoir qui jouera en LFL la saison prochaine.
- La LFL Division 2 (Div 2), créée en 2020, rassemblant 10 équipes. Les deux premiers se qualifient pour un tournoi de qualification en LFL alors que  la lanterne rouge tente de se maintenir contre les deux meilleures équipes du Nexus Tour.
- Le Nexus Tour (NT), anciennement appelé Open Tour France (OTF) et Mastercard Nexus Tour (MNT), créé en 2018, est un circuit ouvert aux équipes professionnelles, semi-professionnelles et amateurs, composé de plusieurs mini-tournois disputés tout au long de l'année. Les meilleures équipes (excepté les académies d'équipes de LFL et de Division 2) au terme de ces circuits s'affrontent dans un tournoi final dont le vainqueur et le finaliste affronte la lanterne rouge de la LFL Division 2 pour la montée.

### Histoire de la scène compétitive mondiale
| Saison (année) | Équipe championne du monde | Équipe finaliste      |
| -------------- | -------------------------- | --------------------- |
| 1 (2011)       | Fnatic                     | Against All Authority |
| 2 (2012)       | Taipei Assassins (en)      | Azubu Frost (en)      |
| 3 (2013)       | SK Telecom T1              | Star Horn Royal Club  |
| 4 (2014)       | Samsung White (en)         | Star Horn Royal Club  |
| 5 (2015)       | SK Telecom T1              | KOO Tigers (en)       |
| 6 (2016)       | SK Telecom T1              | Samsung Galaxy        |
| 7 (2017)       | Samsung Galaxy             | SK Telecom T1         |
| 8 (2018)       | Invictus Gaming (en)       | Fnatic                |
| 9 (2019)       | FunPlus Phoenix (en)       | G2 Esports            |
| 10 (2020)      | DAMWON Gaming              | Suning (en)           |
| 11 (2021)      | Edward Gaming              | DWG KIA               |
| 12 (2022)      | DRX                        | T1                    |
| 13 (2023)      | T1                         | Weibo Gaming (en)     |
| 14 (2024)      | T1                         | Bilibili Gaming       |

#### Débuts (2011-2012)
League of Legends connaît un grand succès sur la scène compétitive. En 2010, la finale de World Cyber Games à Los Angeles accueille un tournoi pour League of Legends mettant aux prises des équipes du monde entier (Chine, Europe et Amérique). La victoire revient à l'équipe américaine Counter Logic Gaming, qui gagne le prix de 7 000 dollars.
Un palier est franchi dans la scène esport lors des championnats de la saison 1 à la DreamHack, en Suède en juin 2011. L'équipe européenne Fnatic bat ainsi des équipes d'Europe, des États-Unis, de Singapour et des Philippines pour gagner les 50 000 dollars de récompense du tournoi (qui offrait en tout 100 000 dollars de récompenses). Durant cette compétition, plus d'1,6 million de personnes ont regardé la retransmission sur internet, avec un pic à 210 000 spectateurs pour la simple demi-finale. Le succès de la saison 1 et la concurrence des IEM, davantage lucratif, ont poussé l'éditeur à annoncer un total de 5 000 000 dollars de prix pour la saison 2.
Le 13 octobre 2012, l'équipe taïwanaise des Taipei Assassins bat l'équipe sud-coréenne Azubu Frost 3-1 en finale des championnats de la saison 2, et reporte le prix d'un million de dollars. La finale réunit au Galen Center de Los Angeles plus de 8 000 spectateurs. La rencontre est également suivie par plus de 8,2 millions de spectateurs sur Internet.
En parallèle en France, le tournoi Tales of the Lane organisé par Chips et Noi en novembre 2012 regroupe les meilleures équipes européennes. Sa particularité était l'utilisation de la production communautaire pour son financement. Un autre tournoi, la Lyon E-Sport, est aussi organisé à Lyon depuis 2011.

#### Structuration de la compétition et domination coréenne (2013-2017)
En 2013, Riot créé des championnats officiels en Amérique du Nord et en Europe, les League Championship Series, composés chacune de huit équipes issues de qualifications. Des championnats asiatiques sont aussi créés, ainsi que d'autres championnats par région ou pays. Chaque joueur et structure reçoit un salaire. Les gains de joueurs professionnels peuvent s'élever à plus d'1 million d'euros par an pour les meilleurs, en comptant récompenses, salaire fixe et marketing. En juillet 2013, le Département d'État des États-Unis a reconnu les grands joueurs de sport électronique comme sportifs professionnels afin de faciliter leur obtention des visas nécessaires pour se rendre à la compétition.
Le tournoi des All Stars a été organisé à la mi-saison [Laquelle ?] par Riot Games où[pas clair] les fans devaient sélectionner les meilleurs joueurs à chaque poste sur les continents américain, européen, chinois, coréen et taïwanais. Les vainqueurs ont été les Coréens. Ils sont ainsi récompensés par l'obtention d'une place en plus, et donc une équipe supplémentaire pour représenter la Corée lors de la grande finale au Staples Center. Le tournoi réunit plus de 18 millions de téléspectateurs via les plates-formes de streaming.
Le championnat du monde de la saison 3 se déroulant devant 13 000 spectateurs au Staples Center de Los Angeles est remporté par les coréens de SK Telecom T1 face aux chinois du Star Horn Royal Club. Le match est diffusé en France sur la chaîne Nolife et plus de 32 millions de personnes ont suivi la finale à travers le monde, ce qui en fait l'événement le plus regardé de l'histoire du sport électronique à cette époque.
Du 8 au 11 mai 2014, les All Stars ont eu lieu au Zénith de Paris et réunissent plus de 6 000 spectateurs ainsi que plusieurs millions en streaming sur internet.
Le championnat du monde de la saison 4 s'est déroulé du 18 septembre au 19 octobre 2014 pour la première fois sur plusieurs pays lors de la même édition. Ainsi, Taipei et Singapour ont accueilli les matchs de groupe, la ville de Busan a accueilli les quarts de finale, tandis que les demi-finales et la finale ont été jouées à Séoul. La finale a été disputée au stade de la Coupe du monde de Séoul devant 40 000 spectateurs et est remportée par l'équipe coréenne des Samsung White 3-1 contre le Star Horn Royal Club[source secondaire souhaitée]. L'équipe chinoise échoue pour la seconde fois à ce niveau de la compétition. Ce tournoi est également marqué par un affrontement inédit entre les deux équipes sœurs coréennes : les Samsung White et les Samsung Blue en demi-finale. À partir de 2015, la pratique des équipes sœurs (Samsung White et Samsung Blue, Azubu Frost et Azubu Blaze…) sont interdites dans le nouveau championnat sud-coréen organisé par OnGameNet. Beaucoup d'équipes sud-coréennes, comme les équipes Samsung, sont obligées de fusionner leurs effectifs en une seule équipe[source secondaire souhaitée].
La saison 5 en 2015 voit la création d'une nouvelle compétition, remplaçant le All-Star dans le calendrier : le Mid-Season International, qui réunit les champions du premier segment des cinq championnats majeurs (Corée du Sud, Chine, Europe, Amérique du Nord et Taïwan/Hong Kong/Macao). Un sixième champion d'une région mineure est également invité via un tournoi de qualification pour compléter le tournoi. C'est le Beşiktaş Esports, champion du segment de printemps de Turquie qui bénéficie de l'occasion. L'équipe chinoise d'Edward Gaming remporte la première édition du MSI, en battant SK Telecom T1 sur le score de 3-2. C'est le premier sacre chinois dans une compétition majeure[source secondaire souhaitée], bien que cet événement reste moins prestigieux que les championnats du monde se déroulant à la fin de l'année.
Les championnats du monde de 2015 se déroulent pour la seconde fois en Europe. Les matchs de groupe se sont déroulés au Dock Pullman à Paris, les quarts de finale se déroulent à la Wembley Arena de Londres, les demi-finales ont eu lieu au Palais des expositions du Heysel à Bruxelles. La finale, quant à elle, s'est déroulée à la Mercedes-Benz Arena à Berlin. Dans une finale qui opposait pour la première fois deux équipes d'un même pays, c'est les SK Telecom T1 qui l'emportent 3-1 face aux KOO Tigers, faisant des SKT T1 la première équipe à remporter deux fois les Championnats du Monde.
En 2016, le MSI est remporté 3-0 par SK Telecom T1 face à Counter Logic Gaming, le premier représentant américain à atteindre la finale d'une compétition internationale organisée par Riot Games. À la fin de l'année, les championnats du monde reviennent aux États-Unis à San Francisco, Chicago, New York et au Staples Center de Los Angeles. Devant 43 millions de spectateurs uniques, SK Telecom T1 parvient à se hisser sur le toit du monde[style à revoir] de nouveau. Dans une nouvelle finale 100 % coréenne, l'équipe dirigée par Faker bat les Samsung Galaxy (fusion des Samsung White et Samsung Blue) en finale sur le score de 3-2[source secondaire souhaitée]. Les SK Telecom T1 deviennent ainsi la première équipe à remporter trois fois les championnats du monde, ainsi que la première équipe à remporter la compétition deux fois d'affilée[source secondaire souhaitée].
En France, d'octobre 2016 à octobre 2017, le PSG a eu sa propre équipe de LoL. Créée en même temps que sa section sport électronique, le Paris Saint-Germain eSports, avait recruté Yellowstar, ancien joueur professionnel de League of Legends, comme directeur,. La structure du PSG, qui dispose d'un budget de plusieurs millions d'euros, comprend une équipe FIFA et projette la création d'une équipe League of Legends. Elle s'est retirée en octobre 2017 pour des raisons de retours sur investissements insuffisants, avec néanmoins une possibilité de retour si les conditions offertes par Riot étaient amenées à évoluer.
Lors du MSI 2017, pour la première fois, les compétitions internationales ont été élargies aux autres championnats de plus petites régions, Riot supprimant les International Wildcards. Les Championnats du Monde de cette année ont lieu en Chine, la finale prenant place dans le Stade national de Pékin. Dans un remake de la finale de l'année passée, les Samsung Galaxy prennent leur revanche sur les SK Telecom T1 et remportent leur second titre mondial après la victoire en 2014 des Samsung White[source secondaire souhaitée].

#### Montée en puissance de l'Europe, triomphes de la Chine (2018-2021)
Le MSI 2018 se déroule en Europe, les deux phases de groupes se déroulant à Berlin et la phase finale se déroulant au Zénith de Paris. La compétition voit la Royal Never Give Up (anciennement Star Horn Royal Club) briser sa malédiction et remporter son premier trophée international. L'édition 2018 des Worlds en Corée du Sud a également réservé son lot de surprises. D'abord, les deux finalistes de la saison passée, SK Telecom T1 et Gen.G (le nouveau nom des Samsung Galaxy, racheté en début d'année) n'ont pas réussi à se qualifier aux championnats du monde. Ensuite, toutes les équipes sud-coréennes sont éliminées dès les quarts de finale. Le carré final est alors composé des deux locomotives de la scène européenne : Fnatic et G2 Esports, des Américains de Cloud9 et des Chinois d'Invictus Gaming. Dans une finale à sens unique, Invictus Gaming permet à la Chine de remporter son premier championnat du monde, disposant de Fnatic sur le score de 3-0. sOAz, finaliste malheureux du premier championnat du monde perdu contre Fnatic, perd de nouveau la finale des Worlds, cette fois-ci en faisant partie de Fnatic.
En 2019, le MSI est marqué une finale inédite entre le champion européen G2 Esports et le champion américain Team Liquid, la première finale entre deux équipes occidentales depuis le premier championnat du monde. Dans une finale expéditive, G2 Esports remporte son premier trophée international ainsi que le premier titre international pour l'Europe depuis 2011. Les championnats du monde se sont ensuite déroulés en Europe. La finale oppose l'équipe chinoise de FunPlus Phoenix (en) à G2 Esports, à Paris. L'équipe européenne qui rêvait de vengeance après la défaite de Fnatic l'année dernière, ainsi que d'un doublé MSI-Worlds, s'incline sur le score de 3-0, et laisse le trophée repartir en Chine pour une seconde fois consécutive.
L'année 2020, marquée par la pandémie de COVID-19, affecte également la saison compétitive de League of Legends. Le MSI 2020 est ainsi annulé et toutes les compétitions continentales sont organisés exclusivement en ligne. Cependant, les championnats du monde parviennent à se dérouler en physique à Shanghai. Toute la compétition est jouée dans un studio fermé au public et seule la finale est ouverte au public au stade de football de Pudong. La Corée du Sud retrouve ses lettres de noblesse grâce à la victoire finale de DAMWON Gaming face à l'équipe chinoise de Suning sur le score de 3-1.
La saison 2021 marque un certain retour à la normalité. Si la question du public est toujours exclue, les joueurs ont pu reprendre au fil de la saison le chemin des rencontres en LAN. En Europe, l'ère de l'ultra-domination de Fnatic et de G2 Esports (17 titres remportés sur 18 possibles en Europe) a été brisée par l'équipe espagnole des MAD Lions, qui remporte le Spring Split à la surprise générale, en renversant Rogue en finale, l'autre outsider de la ligue. Le MSI a également fait son retour, organisé à la surprise générale à Reykjavik en Islande. Annoncé comme favoris, les DWG KIA (le nouveau nom des DAMWON Gaming) finissent par s'incliner en finale contre les Royal Never Give Up, qui remportent leur second titre[source secondaire souhaitée].
Aux championnats du monde, initialement prévu dans cinq villes chinoises avec du public mais délocalisés de nouveau à Reykjavik sans spectateurs, le tournoi est d'abord marqué par une domination coréenne. Edward Gaming remporte son premier titre de champion du monde[source secondaire souhaitée].

#### L'épopée de DRX et l'ère ZOFGK (2022-2024)
Le MSI 2022 se déroule à Busan, en Corée du Sud. Les Royal Never Give Up parviennent à conserver leur titre face à T1 dans des conditions particulières. Alors qu'il s'agit d'un tournoi en réseau local (LAN), RNG était bloqué en Chine à cause des restrictions liés à la Pandémie de COVID-19 et ont été autorisés à jouer le tournoi en ligne depuis Shanghai, à plus de 800 km du lieu du tournoi. Cela a obligé Riot Games à augmenter artificiellement le ping du tournoi afin de mettre toutes les équipes sur un pied d'égalité et a mené à des critiques. Trois matchs de RNG en phase de groupes ont également été rejoués à la suite d'un ping beaucoup plus haut qu'affiché et annoncé.
Les Worlds 2022 au Mexique et aux États-Unis sont marqués par le conte de fée de l'équipe sud-coréenne DRX. Sixième du summer split en LCK, l'équipe se qualifie aux Worlds de justesse lors des qualifications régionales, porté par son jungler remplaçant Lee "Juhan" Ju-han, à la place d'un Hong "Pyosik" Chang-hyeon décevant. DRX doit commencer son parcours en play-in, où ils battent les 5 adversaires de leur poule (dont Royal Never Give Up et MAD Lions) et se qualifient. La phase de groupes est plus accrochée, mais permet à l'équipe de trouver ses marques (Pyosik redevient alors le jungler titulaire indiscutable.) DRX finit premier de sa poule et affronte alors les champions du monde en titre, Edward Gaming. Face à son ancienne équipe, Kim "Deft" Hyuk-kyu, le botlaner de DRX voit la victoire lui glisser entre les mains en game 2, la faute à la réapparition d'un inhibiteur à quelques points de vie de la destruction du Nexus, rendant ce dernier invulnérable. Cette mésaventure permet à Edward Gaming un succès inespéré et leur permet alors de mener 2-0. Malgré ce coup du sort, l'équipe, portée par son midlaner Kim "Zeka" Geon-woo, trouve les ressources mentales pour remporter les trois manches suivantes et se qualifier en demi-finales. C'est la seconde fois de l'histoire des Worlds qu'une équipe menée 2-0 finit par gagner le match 3-2. En interview, Deft fond en larmes devant le public du Hulu Theater. En demi-finales, DRX sort les champions de Corée et favoris de la compétition Gen.G, qu'ils n'avaient jamais battu cette année. Ils sont opposés en finale à T1 qui ont battu les chinois de JD Gaming 3-1.
T1, qui n'a plus joué les premiers rôles depuis quelques années a mis l'accent sur la formation. L'équipe est toujours menée par Faker et est composé de 3 jeunes formés au club : Mun "Oner" Hyeon-jun en jungle et Lee "Gumayusi" Min-hyeong en botlane, titulaires et demi-finalistes aux Worlds 2021 et du rookie Lee "Zeus" Woo-je à la toplane, titulaire depuis cette année. Enfin, Ryu "Keria" Min-seok, qui a commencé sa carrière chez DRX avec Deft, complète l'effectif en tant que support. Cet effectif est souvent abrégé en "ZOFGK", qui désigne les initiales des pseudonymes des 5 joueurs. Après une demi-finale en 2021, l'équipe retrouve la finale pour la première fois depuis 2017. Faker et Deft, qui ont fréquenté le même lycée, se retrouvent face-à-face. Cette finale est également la 3ème consécutive du support de DRX, Cho "BeryL" Geon-hee. Dans une rencontre haletante au Staples Center de San Francisco, marquée par de nombreux retournements de situation favorables à T1, c'est DRX qui l'emporte 3-2, devenant la première équipe issue des play-ins à remporter le titre suprême. Si on attendait Deft ou Zeka, c'est Hwang "Kingen" Seong-hoon, le toplaner de DRX, qui signe la prestation la plus notable, ce qui lui vaut le titre de MVP de la finale.
Au MSI 2023 à Londres, dans un nouveau format qui envoie plus d'équipes des régions majeures, la Chine domine son sujet en plaçant ses 2 représentants en finale[source secondaire souhaitée]. JD Gaming, le favori annoncé, remporte le titre face à Bilibili Gaming[source secondaire souhaitée].
Aux Worlds 2023 à Séoul et Busan, la Chine confirme sa domination[source secondaire souhaitée]. 
Au MSI 2024 à Chengdu, en Chine, c'est Gen.G Esports qui l'emporte face à Bilibili Gaming, T1 complétant le podium. C'est le premier titre international de la structure coréenne depuis qu'elle a racheté le nom et la marque de l'équipe Samsung Galaxy en 2018. 
Aux Worlds 2024 en Europe, T1 et les ZOFGK atteignent une nouvelle fois la finale des Worlds. Ils sont cette fois-ci opposés à Bilibili Gaming[source secondaire souhaitée].

### Compétition féminine
Comme dans d'autres disciplines majeures de l'esport en équipe, par exemple Counter-Strike: Global Offensive, les équipes de League of Legends sont très rarement mixtes, bien que les tournois soient en théorie ouverts à tous les sexes sans distinction.
Une étude d'ESPN auprès de joueurs professionnels européens et américains trouve que 27 % des sondés émettent une réserve au fait d'ajouter une joueuse à une équipe mixte, en particulier pour éviter qu'elle soit un « quota » et non un choix plus compétent que ses concurrents masculins ainsi que pour éviter toute attirance romantique qui pourrait nuire à la cohésion de l'équipe.
On peut noter un essor des compétitions féminines depuis 2015 avec notamment le tournoi international de League of Legends qui a eu lieu durant la Paris Games Week 2015. En France, une ligue non-officielle réservée exclusivement aux femmes, La Ligue Féminine (LLF), a vu le jour en 2018 bien qu'elle ait reçu un accueil mitigé par la communauté.
La première joueuse à se qualifier aux LCS est la support américaine Nathan « Nathou » Guyot. C'est également la première personne transgenre à se qualifier pour les LCS. Lorsqu'elle annonce vouloir quitter l'équipe Renegades avant le début des LCS, elle subit des pressions du propriétaire de l'équipe, qui sera sanctionné pour « maltraitance de joueur » par Riot. En effet elle voulait simplement se qualifier pour les LCS pour prouver que les personnes transgenres sont capables de le faire, mais n'avait pas le désir de continuer au plus haut niveau. Cependant, elle débuta la saison 2016 chez Renegades. 
En Europe, aucune joueuse n'a joué au plus haut niveau européen (EU LCS et LEC)[source secondaire souhaitée]. 
En 2019, l'équipe russe de Vaevictis Esports aligne un cinq de départ 100% féminin pour la première fois dans une compétition professionnelle, la LCL. Cependant, les joueuses sont classées seulement en Diamant (loin des standards professionnels) alors que tous leurs adversaires sont deux rangs plus haut, entraînant une différence de niveau notable. De plus, la majorité des joueuses jouent de base au poste de support. Certaines joueuses sont donc obligées d'occuper des postes qui ne sont pas les leurs, faute de joueuses disponibles aux postes vacants. Enfin, il a existé des tensions en interne avec beaucoup de changements et de recrutements en plein milieu de segment. L'équipe terminera l'année sans gagner le moindre match, encaissant 28 défaites d'affilée dont certaines parmi les parties les plus rapides de l'histoire de League of Legends au niveau professionnel. Début 2020, les organisateurs de la LCL décident d'exclure l'équipe de la ligue en raison de son manque de compétitivité. Vaevictis Esports a cependant gardé sa politique d'équipe 100% féminine et participe dans des compétitions réservées aux joueuses.
Mi-2019, l'équipe brésilienne INTZ recrute à l'intersaison Júlia « Mayumi » Nakamura au poste de support remplaçant pour son effectif de 2020. Elle est titularisée ensuite en Superliga ABCDE, une coupe d'inter-saison locale, où ses performances sont remarquées. Contrairement aux joueuses de Vaevictis Esports, Mayumi est classée Challenger, le plus haut rang du jeu, laissant entrevoir la possibilité d'une titularisation en CBLOL, ce qui serait une première depuis Remilia en LCS. Cependant, elle ne jouera aucun match du segment de printemps et quitte l'équipe en mai 2020. Mayumi décide ensuite de poursuivre en justice INTZ pour irrégularités dans son contrat et maltraitance. Son avocate Ana Paula Smidt Lima déclare qu'en février 2020, elle aurait été reléguée de joueuse à simple publicité, n'ayant plus de PC attribué ni d'entrainement. Elle était cependant obligée à participer aux promotions de l'équipe durant cette période. En mai 2021, un accord à l'amiable est trouvé entre INTZ et Mayumi pour la rupture du contrat, fermant le litige.
Il faudra attendre 2022 pour qu'une équipe professionnelle recrute une joueuse en tant que titulaire en Europe. L'équipe croate Valiance, jouant en EBL, annonce la signature de la Suédoise Maya "Caltys" Henckel en tant que titulaire sur la botlane. Cependant, après seulement 3 matchs joués (1 victoire et 2 défaites), elle est remplacée par l'ancien botlaner de Valiance, Ivan "Paladin" Delač, qui était passé remplaçant. Elle quitte l'équipe dans la foulée. Beaucoup de médias ont alors critiqué son remplacement trop rapide et précipité. Cependant, Valiance gagne dix de ses onze matchs après le départ de Caltys et finit deuxième de son championnat, lui permettant de se qualifier pour le tour préliminaire des Amazon European Masters,.

## Accueil et critique
League of Legends a reçu des critiques globalement favorables. Il détient un score Metacritic de 78 sur 100, basé sur 37 critiques.
Le jeu a fait l'objet de critiques pour le manque de fiabilité des serveurs ainsi qu'un gameplay non modéré (joueurs agressifs, harcèlement)[réf. souhaitée]. Cependant, un système de signalement (ou de report) a été mis en place, principalement lors de harcèlement verbal, de perturbation intentionnelle de jeu, de rester AFK pendant de longues périodes de temps ou de quitter le jeu en pleine partie[source secondaire souhaitée]. Le cumul de « reports » entraîne à terme la fermeture du compte du joueur à travers un système à plusieurs étapes passant par des avertissements et des fermetures temporaires. De plus, un système de liste noire permet d'ignorer les joueurs malpolis ou injurieux[source secondaire souhaitée].
Le même système inclut également la possibilité d'« honorer » un joueur pour son comportement positif durant la dernière partie[source secondaire souhaitée].

### Statistiques
Le 26 juillet 2011, dans un message adressé aux joueurs des différentes plates-formes, le Président de Riot Games annonça que le jeu avait atteint un niveau sans précédent d'inscrits. En effet, il compte plus de 30 millions de joueurs, dont 4 millions d'actifs. Aux moments de grande affluence, plus de 500 000 personnes jouent simultanément, et chaque seconde 10 parties sont créées[source insuffisante].
En juillet 2012, Xfire a publié un rapport indiquant que League of Legends a été le jeu PC le plus joué en Amérique du Nord et en Europe, avec 1,3 milliard d'heures de connexion par les joueurs utilisant Xfire et League of Legends simultanément entre juillet 2011 et juin 2012[réf. nécessaire].
En mars 2013, Riot Games annonce 5 millions de connexions simultanées et que le nombre moyen d'heures jouées à League of Legends à travers le monde est de 1 milliard par mois[source insuffisante]. En octobre 2013, Riot Games annonce 70 millions d'inscrits, dont 32 millions d'actifs. Début 2014, Riot Games annonce que 67 millions de joueurs jouent à League of Legends chaque mois et jusqu'à 7,5 millions de joueurs simultanément.

### Récompenses et nominations
| Date             | Récompense                               | Catégorie               | Résultat                   |
| ---------------- | ---------------------------------------- | ----------------------- | -------------------------- |
| 14 décembre 2009 | IGN PC Best Strategy Game 2009           | Readers' Choice         | Vainqueur                  |
| 21 décembre 2009 | GameSpy Gamers' Choice Awards 2009       | PC Gamers' Choice       | Vainqueur                  |
| 8 octobre 2010   | 1st Game Developers Online Choice Awards | Audience Award          | Vainqueur                  |
| 18 décembre 2009 | Golden Joystick Awards                   | Online Game Of The Year | Vainqueur                  |
| 22 octobre 2011  | Golden Joystick Award                    | Meilleur Free to play   | Vainqueur                  |
| 23 décembre 2019 | Game Award 2019                          | Best E-Sports Event     | Vainqueur[réf. nécessaire] |
| 23 décembre 2019 | Game Award 2019                          | Best E-Sports Game      | Vainqueur[réf. nécessaire] |